# پیر بهار فیلادلفیایی
پیر بهار فیلادلفیایی (نام علمی: Erigeron philadelphicus) نام یک گونه از سرده پیر بهار است.